# Cabrero (Chile)
Cabrero é uma comuna da província de Biobío, localizada na Região de Biobío, Chile. Possui uma área de 639,8 km² e uma população de 25.282 habitantes (2002).
A comuna limita-se: a norte com Quillón e Pemuco; a leste com Yungay; a sul com Los Ángeles; a oeste com Yumbel.